# Hitzone Best of '98
TMF Hitzone Best of '98 is een verzamelalbum. Het album, onderdeel van de serie Hitzone, werd op 13 november 1998 uitgegeven door de Nederlandse muziekzender TMF. TMF Hitzone Best of '98 belandde op de 1e plaats in de Verzamelalbum Top 30 en wist deze positie drie weken te behouden.

## Nummers
| Nr. | Titel                 | Uitvoerend artiest            | Duur |
| --- | --------------------- | ----------------------------- | ---- |
| 1.  | La Tribu de Dana      | Manau                         | 3:47 |
| 2.  | Freak Me              | Another Level                 | 3:31 |
| 3.  | I Want You Back       | Melanie B feat. Missy Elliott | 3:26 |
| 4.  | High                  | Lighthouse Family             | 4:35 |
| 5.  | Bootie Call           | All Saints                    | 3:34 |
| 6.  | Coming Home           | Roméo                         | 3:32 |
| 7.  | Up and Down           | Vengaboys                     | 3:46 |
| 8.  | It's Like That        | Run-D.M.C. vs. Jason Nevins   | 4:11 |
| 9.  | Be Careful            | Sparkle feat. R. Kelly        | 5:12 |
| 10. | Follow the Leader     | The Soca Boys                 | 4:12 |
| 11. | Stop                  | Spice Girls                   | 3:25 |
| 12. | Angels                | Robbie Williams               | 4:24 |
| 13. | Last Thing On My Mind | Steps                         | 3:04 |
| 14. | I'll Be There for You | Solid HarmoniE                | 3:11 |
| 15. | Wanna Get Up          | 2 Unlimited                   | 3:16 |
| 16. | Feel It               | Tamperer featuring Maya       | 3:20 |
| 17. | Got the Feelin'       | 5ive                          | 3:27 |
| 18. | Save Tonight          | Eagle-Eye Cherry              | 4:01 |
| 19. | Formula               | DJ Visage                     | 3:43 |
| 20. | Angel of Mine         | Eternal                       | 4:19 |

| Nr. | Titel                                     | Uitvoerend artiest                  | Duur |
| --- | ----------------------------------------- | ----------------------------------- | ---- |
| 1.  | God Is a DJ                               | Faithless                           | 3:33 |
| 2.  | Music Sounds Better with You              | Stardust                            | 4:13 |
| 3.  | Put Your Hands Up                         | The Black & White Brothers          | 3:31 |
| 4.  | Pulverturm                                | Niels van Gogh                      | 3:53 |
| 5.  | Cocktail                                  | Postmen                             | 4:31 |
| 6.  | All I Have to Give                        | Backstreet Boys                     | 3:44 |
| 7.  | Nobody's Wife                             | Anouk                               | 3:27 |
| 8.  | Mysterious Times                          | Sash! feat. Tina Cousins            | 3:40 |
| 9.  | Bailando                                  | Loona                               | 3:35 |
| 10. | Casanova                                  | Ultimate Kaos                       | 3:41 |
| 11. | Everything's Gonna be Alright             | Sweetbox                            | 3:12 |
| 12. | Together Again                            | Janet Jackson                       | 4:01 |
| 13. | Prince Igor                               | The Rapsody feat. Warren G & Sissel | 3:48 |
| 14. | No Tengo Dinero                           | Los Umbrellos                       | 3:35 |
| 15. | Waterverve                                | Mark van Dale & Enrico              | 3:25 |
| 16. | Would You...?                             | Touch and Go                        | 3:10 |
| 17. | Too Close                                 | Next                                | 6:15 |
| 18. | Where Are You                             | Imaani                              | 3:20 |
| 19. | Various Artists (t.b.v. Children in Need) | Perfect Day                         | 3:46 |
| 20. | Wat zou je doen (bonustrack)              | BLØF                                | 4:22 |